# Sint-Jozefkapel (Buizingen)

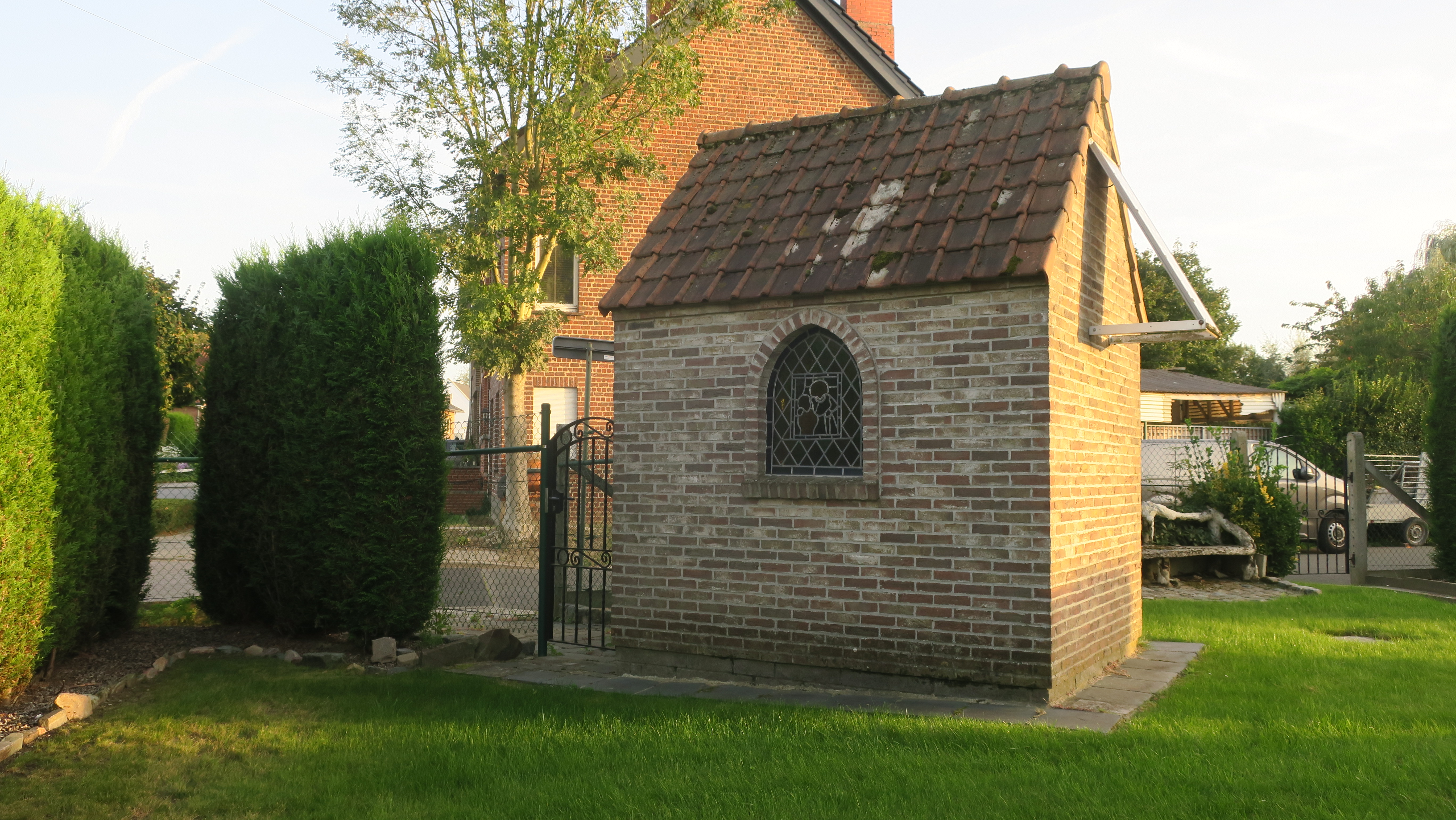

Deze Sint-Jozefkapel bevindt zich in Buizingen, een deelgemeente van Halle. Ze is gelegen aan de Sint-Jozeflaan.

## Historiek
Volgens de datering in het glasraam werd de kapel in 1988 opgericht. Ze behoort daarmee tot een van de jongste kapellen op het grondgebied van Halle. Bovendien is het een van de weinige betreedbare kapellen van de stad. Hoewel het gebedshuisje in een tuin gelegen is, is de ingang georiënteerd naar de straat waardoor ze publiek toegankelijk is.

## Architectuur
De betreedbare kapel is opgetrokken uit baksteen en is afgedekt met een zadeldak van rode pannen. In de voorgevel zit een zwart geschilderde houten beglaasde deur met rondboogvormig bovenlicht. De vensters zijn ingevuld met glas-in-lood in kleurrijke ruitvormen en in het bovenlicht staat centraal ‘Sint-Jozefkapel’ met daarboven ‘1988’. Ook in de zijgevels zijn glasramen voorzien: links een voorstelling van de Heilige familie in de stal; rechts een voorstelling van de Heilige Jozef met zaag die zijn arm op het kindje Jezus legt. In het interieur van de kapel is de baksteen zichtbaar en de vloer bedekt met flagstones. Het plafond is afgewerkt met houten beplanking. Tegen de achterwand bevindt zich een sober altaar (houten balk) waarop een groot witgeschilderd beeld van Sint-Jozef met kind prijkt. Aan de wand hangt een grote paternoster en houten kruisje. In de kapel staan twee houten kerkstoelen met rieten zitting.